# کندوان
کَندُوان یکی از روستاهای استان آذربایجان شرقی واقع در شهرستان اسکو است که از پیشینه تاریخی هفت هزار ساله برخوردار است. این روستای تاریخی دارای جاذبه‌های گردشگری است و در ۱۸ کیلومتری شهر اسکو واقع شده است. این روستا ۶۰۱ نفر جمعیت دارد.
معماری کله‌قندی روستای کندوان در تاریخ ۱۵ اردیبهشت ۱۳۷۶ با شمارهٔ ثبت ۱۸۵۷ به‌عنوان یکی از آثار ملی ایران به ثبت رسیده است. با توجه به سنگی بودن خانه‌ها، در زمان‌های قدیم نام این مکان تاریخی «کندجان» بود (محلی برای حفظ جان) که در حال حاضر نیز در شناسنامه متولدین کندوان از واژه کندجانی استفاده شده است.
در سال ۲۰۲۳ در لیستی که توسط سازمان جهانی گردشگری (UNWTO) ارائه شده بود، کندوان در فهرست بهترین دهکده جهانی گردشگری ثبت شد.

## تاریخچه و موقعیت
بر اساس شواهد و مستنداتی که از گذشته بر جای مانده‌اند، کندوان را در قرن هفتم هجری ساکنین روستایی به نام «حیله ور» به وجود آوردند. این مردم که برای در امان ماندن از هجوم مغول‌ها به ایران به دنبال سر پناهی امن بودند، به دشتی در نزدیکی کندوان مهاجرت کرده و پس از گذشت سال‌ها با حفاری کوه‌های کله قندی کندوان درون آن‌ها سکنی گزیدند. روستاهای عنصرود، آمقان و کهنمو در همسایگی این روستا قرار دارند.

## مشاغل
حرفه اهالی کندوان اغلب تحت تأثیر آب‌وهوا و اقلیم این منطقه است. به‌علت ارتفاع بالا و وجود برف در تمام مدت سال و ذوب تدریجی برف‌ها، مراتع طبیعی در اطراف روستا وجود دارد که همین امر موجب شده تا دامداری جزو فعالیت‌های اصلی اهالی به‌شمار رود. کشاورزی دیمی نیز در دامنه‌ها و زمین‌های ناهموار منطقه در مسیر چشمه‌سارهای پرآب کوهستانی انجام می‌شود. باغداری نیز از دیگر شغل‌های مردمان این روستا است.

## سوغات
عسل کوهستان یکی از مهم‌ترین محصولات کندوان است. لبنیات، آب‌معدنی، گردو، گیاهان دارویی، دوشاب یا شیره انگور، عسل و بادام از خوراکی‌هایی است که می‌توانید با خود از این روستا سوغات ببرید. همچنین گلیم، جاجیم و روسری‌های کلاقه‌ای نیز از صنایع دستی تولید شده این مردمان است.

## آب و هوا
روستای کندوان در ارتفاع ۲٬۲۰۰ متری از سطح دریا قرار دارد و روستایی ییلاقی، کوهستانی و سردسیر با آب و هوایی مطبوع در تابستان است. در فصل‌های پاییز و زمستان روستای کندوان آب و هوای سردی دارد؛ به‌گونه‌ای که مردمان آن ۱۸۰ روز از سال را در شرایط یخبندان می‌گذرانند. همچنین به خاطر یخبندان در این در این دو فصل تعداد گردشگران کمتر می‌شود.

## معماری
روستای کندوان اسکو در دامنه‌های سهند قرار دارد و به خاطر معماری صخره‌ای آن معروف است که در اثر فعل و انفعالات آتشفشانی کوه‌های سهند ایجاد شده است. توده‌ها و گدازه‌های مذاب آتشفشانی، به وسیله باد، برف و باران در طی هزاران سال متمادی شکل گرفته و به فرم کران درآمده است.
معماری بومی روستای کندوان معماری صخره‌ای است، این روستا به سبب ویژگی معماری صخره‌ای و بافت مخصوص آن در فهرست آثار ملی کشور به ثبت رسیده است. کندوان یکی از سه روستای صخره‌ای جهان است که این موجب جذابیت آن شده است.
معماری روستای کندوان و جاری بودن زندگی مردم در قالب بافت قدیمی آن یک استثناء در دنیا به حساب می‌آید. چرا که دیگر در کاپادوکیه ترکیه و داکوتا آمریکا (هر دو دارای معماری صخره‌ای هستند) کسی زندگی نمی‌کند. در حقیقت آنچه به کندوان هویت باستانی و تاریخی داده است، وجود ۱۱۷ خانواده و منزل مسکونی درون توده‌های مخروطی و هرمی شکل است. وجه تسمیه کندوان نیز به خاطر خانه‌های کندویی شکلی است که در دل این صخره‌های مخروطی قرار گرفته‌اند. اجزای خانه‌ها شامل تنور، اتاق‌ها، صندوق خانه، آشپزخانه و غیره بوده و قطر دیوارها بین ۲ تا ۳ متر است.

## محصولات
خانه‌های کندوان به مانند سنگ‌های کله‌قندی در دل کوه کنده شده‌اند و عسل یکی از مهم‌ترین سوغاتی‌های این روستا است. از دیگر محصولات این روستا می‌توان گردو، گیاهان دارویی، دوشاب (شیره انگور) و بادام را برشمرد. همچنین گلیم، جاجیم و روسری‌های کلاقه‌ای از صنایع دستی تولید شده در این روستا هستند.

## گردشگری
وجه تسمیه کندوان به خاطر خانه‌های کندویی شکلی است که در دل این صخره‌های مخروطی قرار گرفته‌اند که جاذبه طبیعی منحصربفردی در کل ایران دارد و به همین واسطه طبق آمارهای رسمی سالانه حدود ۳۰۰ هزار گردشگر از روستا دیدن می‌کنند.

#### چشمه آب معدنی کندوان
یکی از جاذبه‌های طبیعی روستای کندوان، چشمه آب معدنی آن است که آبی زلال و سبک دارد. آب این چشمه به دلیل دارا بودن املاح معدنی، خواص درمانی برای بیماری‌های کلیوی و گوارشی دارد. این چشمه در دره پایین روستا واقع شده و آب آن به‌واسطه شیر آب در اختیار مردم و گردشگران قرار می‌گیرد. بسیاری از گردشگران علاوه بر بازدید از خانه‌های صخره‌ای، برای بهره‌مندی از این آب معدنی به کندوان سفر می‌کنند. 
«چشمه آب معدنی کندوان». سازمان میراث فرهنگی، صنایع دستی و گردشگری.
«چشمه آب معدنی کندوان». پایگاه خبری ایسنای ایران.

## نگارخانه

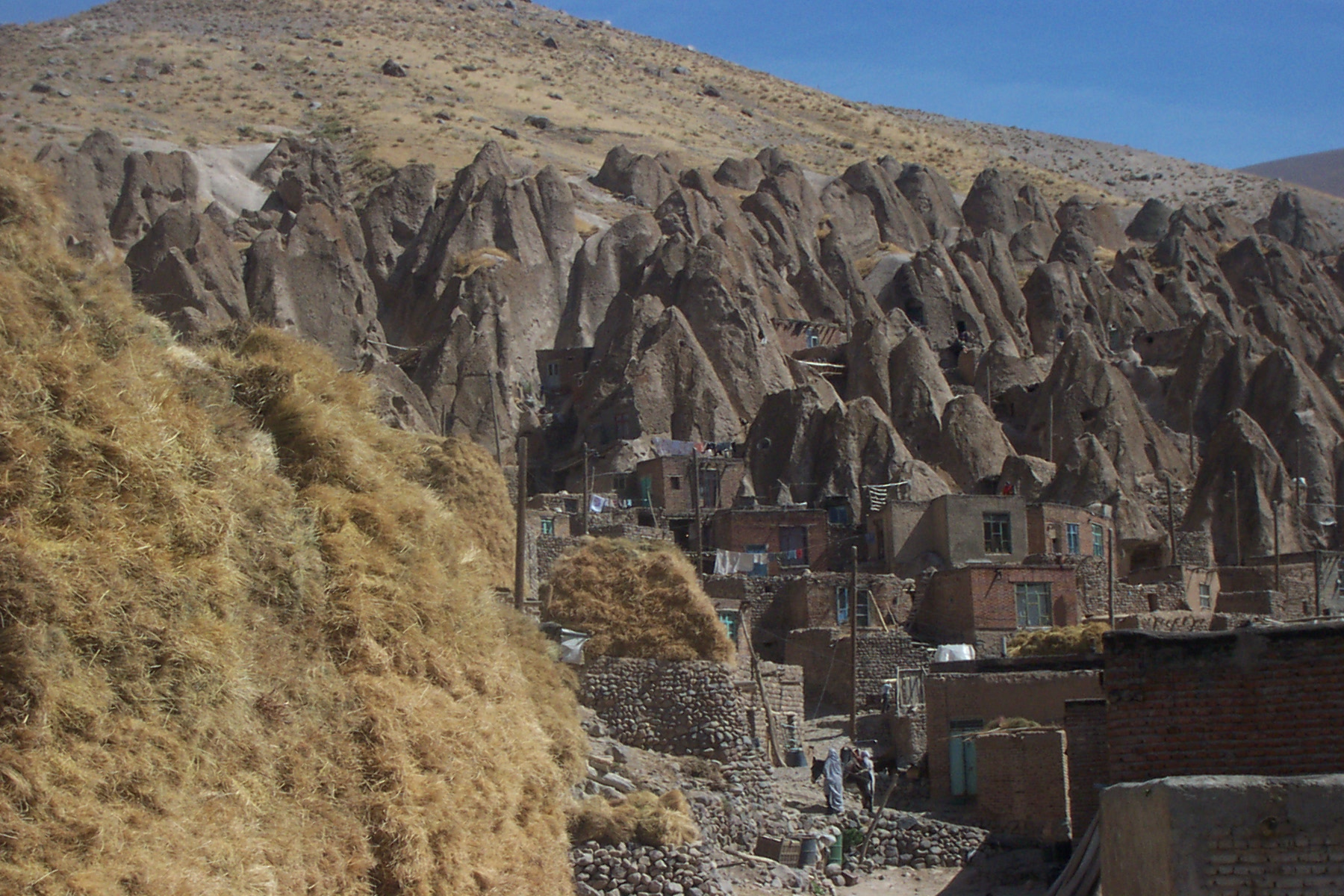
روستای کندوان
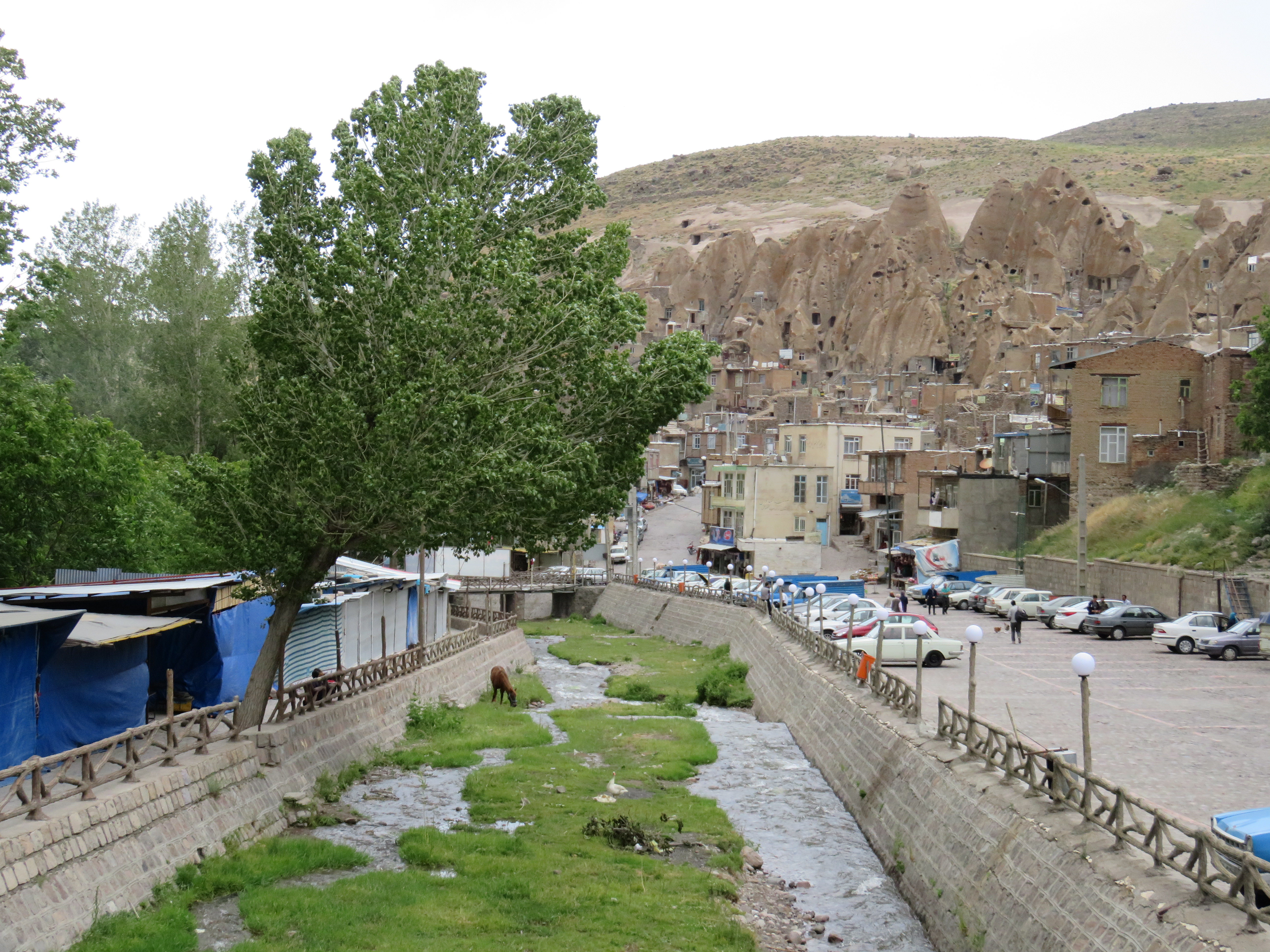
نمای از روستای کندوان
نمایی از کوچه‌های کندوان
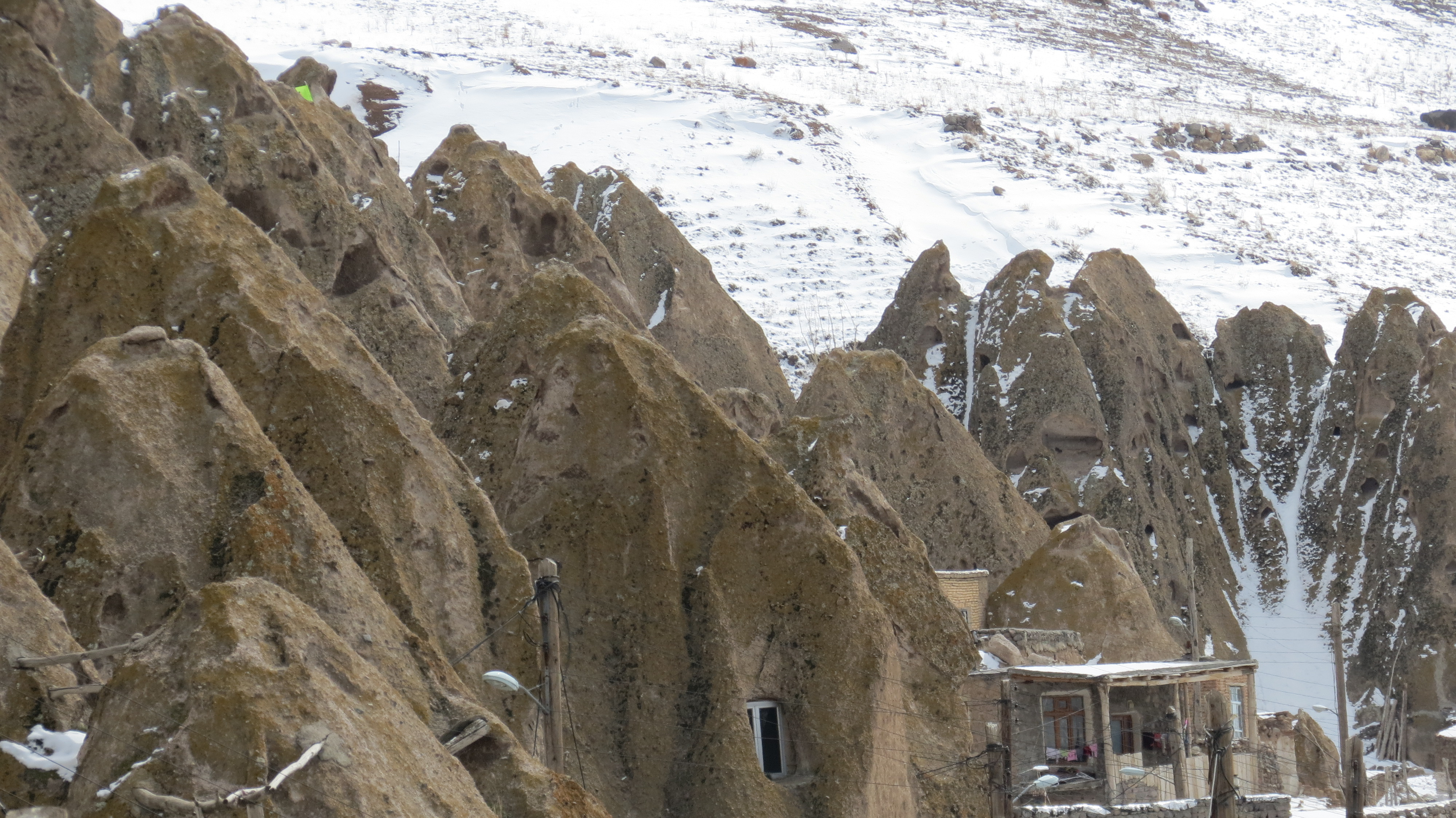
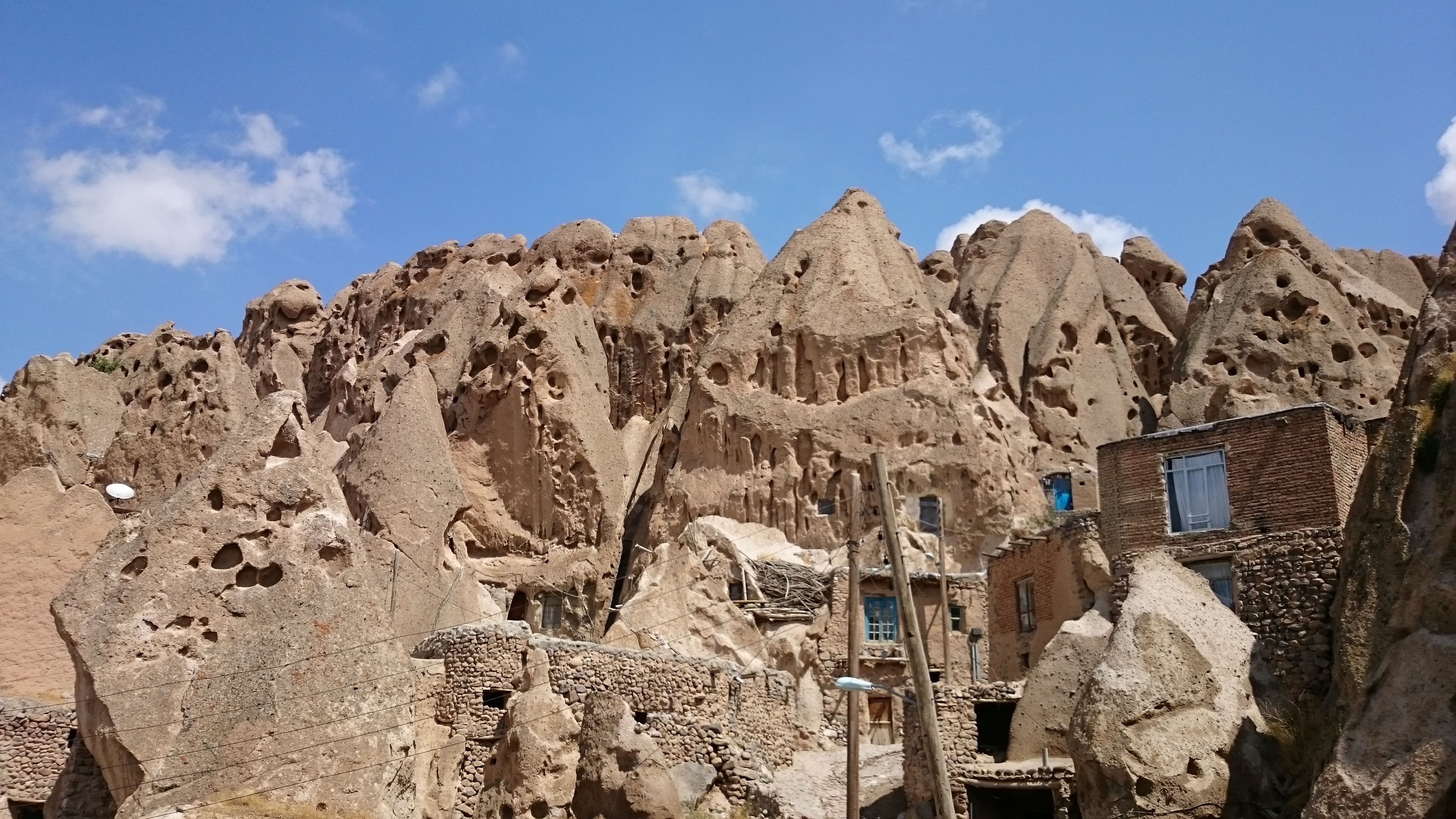
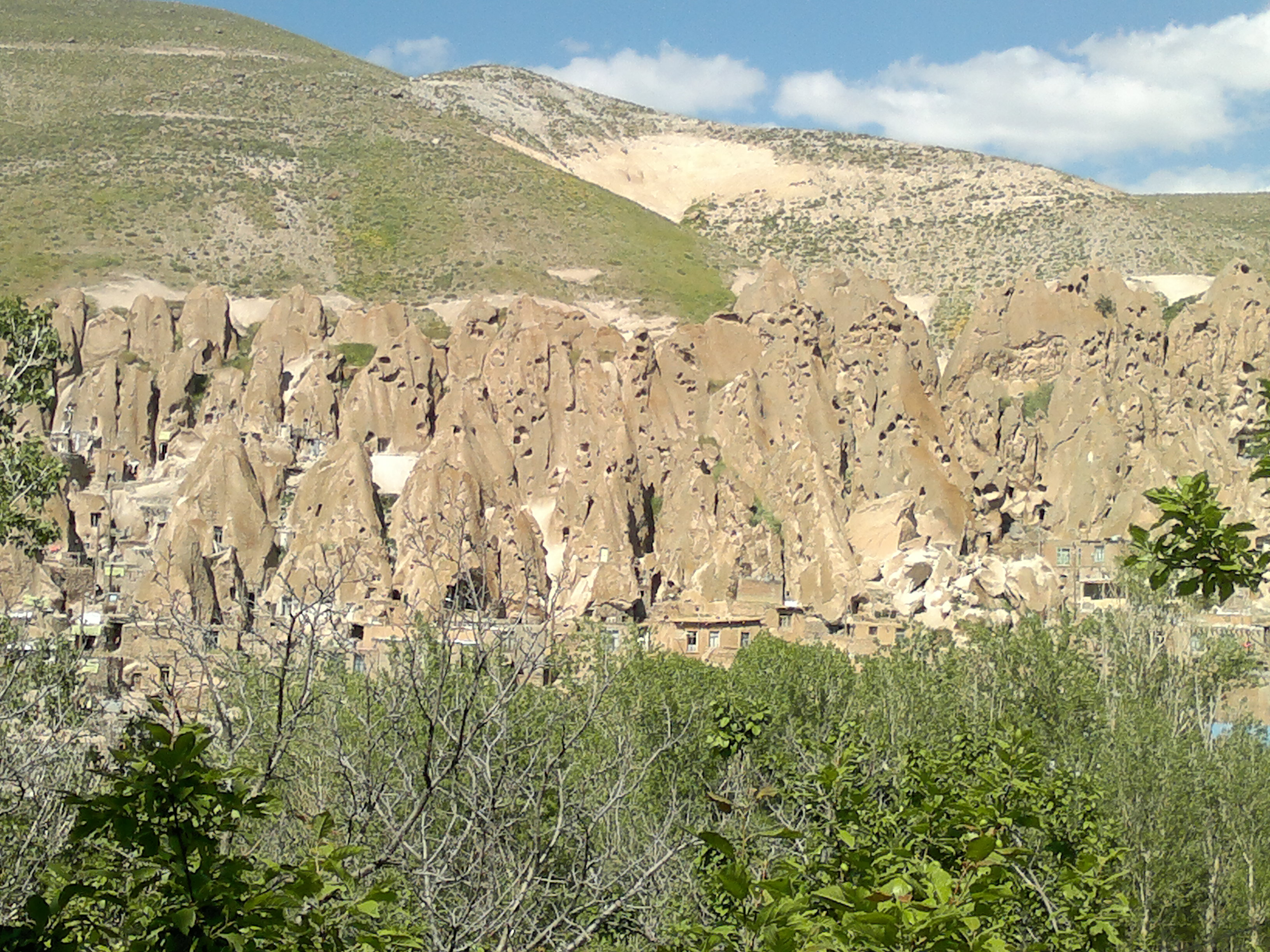